# The Tramp
The Tramp is een Amerikaanse stomme film uit 1915 met Charlie Chaplin. Het was zijn zesde film voor de Essanay Studios. De film ontleent zijn naam aan het gelijknamige typetje van Chaplin.

## Rolverdeling
| Acteur          | Personage                      |
| --------------- | ------------------------------ |
| Charlie Chaplin | The Tramp                      |
| Edna Purviance  | boerendochter                  |
| Ernest Van Pelt | boer                           |
| Paddy McGuire   | hulpje                         |
| Lloyd Bacon     | Edna's verloofde / tweede dief |
| Leo White       | eerste dief                    |
| Bud Jamison     | tweede dief                    |
| Billy Armstrong | Minister                       |